# Manjagalale, Hosanagara
Manjagalale là một làng thuộc tehsil Hosanagara, huyện Shimoga, bang Karnataka, Ấn Độ.